# Денисовка (Черноморский район)
Дени́совка (до 1948 года Дени́з-Байчи́; укр. Денисівка, крымскотат. Deñiz Bayçı, Денъиз Байчы) — исчезнувшее село в Черноморском районе Республики Крым, располагавшееся на востоке района, в степной части Крыма, примерно в 3,5 километрах северо-западнее современного села Красноярское.

### Динамика численности населения
| - 1806 год — 102 чел. - 1864 год — 27 чел. - 1889 год — 111 чел. - 1892 год — 59 чел. | - 1900 год — 41 чел. - 1915 год — 145/2 чел. - 1926 год — 166 чел. - 1939 год — 175 чел. |

## История
Первое документальное упоминание села встречается в Камеральном Описании Крыма… 1784 года, судя по которому, в последний период Крымского ханства Денис Янжи входил в Шейхелский кадылык Козловского каймаканства. После присоединения Крыма к России (8) 19 апреля 1783 года, (8) 19 февраля 1784 года, именным указом Екатерины II сенату, на территории бывшего Крымского ханства была образована Таврическая область и деревня была приписана к Евпаторийскому уезду. После павловских реформ, с 1796 по 1802 год входила в Акмечетский уезд Новороссийской губернии. По новому административному делению, после создания 8 (20) октября 1802 года Таврической губернии, Дениз-Байчи был включён в состав Хоротокиятской волости Евпаторийского уезда.
По Ведомости о волостях и селениях, в Евпаторийском уезде с показанием числа дворов и душ… от 19 апреля 1806 года, в деревне Дениз-Байчи числилось 12 дворов, 99 крымских татар и 3 ясыров. На военно-топографической карте генерал-майора Мухина 1817 года деревня Тенис баши обозначена с 7 дворами. После реформы волостного деления 1829 года Денис Байчи, согласно «Ведомости о казённых волостях Таврической губернии 1829 года» отнесли к Аксакал-Меркитской волости (переименованной из Хоротокиятской). На карте 1836 года в деревне 12 дворов. Затем, видимо, вследствие эмиграции крымских татар в Турцию, деревня заметно опустела и на карте 1842 года Денис-Байчи обозначен условным знаком «малая деревня», то есть, менее 5 дворов.
В 1860-х годах, после земской реформы Александра II, деревню приписали к Курман-Аджинской волости. Согласно «Памятной книжке Таврической губернии за 1867 год», деревня Денис-Байчи была покинута, в результате эмиграции крымских татар, особенно массовой после Крымской войны 1853—1856 годов, в Турцию. В «Списке населённых мест Таврической губернии по сведениям 1864 года», составленном по результатам VIII ревизии 1864 года, Денис-Байчи — владельческая татарская деревня, с 4 дворами, 27 жителями и мечетью. По обследованиям профессора А. Н. Козловского 1867 года, вода в колодцах деревни была солоноватая, а их глубина колебалась от 10 до 15 саженей (от 20 до 30 м). На трехверстовой карте Шуберта 1865—1876 года в деревне Дениз-Байчи также обозначено 4 двора).
По «Памятной книге Таврической губернии 1889 года», по результатам Х ревизии 1887 года, в деревне Дениз-Байчи числилось 23 двора и 111 жителей. Согласно «…Памятной книжке Таврической губернии на 1892 год», в деревне Дениз-Байчи, входившей в Дениз-Байчинский участок, было 59 жителей в 11 домохозяйствах.
Земская реформа 1890-х годов в Евпаторийском уезде прошла после 1892 года, в результате Денис-Байчи приписали к Донузлавской волости.
По «…Памятной книжке Таврической губернии на 1900 год» в деревне числился 41 житель в 6 дворах. По Статистическому справочнику Таврической губернии. Ч.II-я. Статистический очерк, выпуск пятый Евпаторийский уезд, 1915 год, в селе Денис Байчи (вакуф) Донузлавской волости Евпаторийского уезда числился 31 двор с татарскими жителями в количестве 145 человек приписного населения и 2 — «постороннего», из которых 72 мужчины и 75 женщин. Жители землёй не владели, в хозяйствах имелось 68 лошадей, 18 волов, 30 коров и 50 голов мелкого скота.
После установления в Крыму Советской власти, по постановлению Крымревкома от 8 января 1921 года № 206 «Об изменении административных границ» была упразднена волостная система и образован Евпаторийский уезд, в котором создан Ак-Мечетский район и село вошло в его состав, а в 1922 году уезды получили название округов. 11 октября 1923 года, согласно постановлению ВЦИК, в административное деление Крымской АССР были внесены изменения, в результате которых округа были отменены, Ак-Мечетский район упразднён и село вошло в состав Евпаторийского района. Согласно Списку населённых пунктов Крымской АССР по Всесоюзной переписи 17 декабря 1926 года, в селе Дениз-Байчи, Ак-Коджинского сельсовета Евпаторийского района, числилось 34 двора, из них 33 крестьянских, население составляло 166 человек, из них 165 татар, 1 записан в графе «прочие», действовала татарская школа. По постановлению КрымЦИКа от 30 октября 1930 года «О реорганизации сети районов Крымской АССР», был восстановлен Ак-Мечетский район (по другим данным 15 сентября 1931 года) и село вновь включили в его состав. По данным всесоюзная перепись населения 1939 года в селе проживало 175 человек.
В 1944 году, после освобождения Крыма от фашистов, согласноПостановлению ГКО № 5859 от 11 мая 1944 года, 18 мая крымские татары были депортированы в Среднюю Азию. С 25 июня 1946 года Дорт-Сакал в составе Крымской области РСФСР. Указом Президиума Верховного Совета РСФСР от 18 мая 1948 года, Дениз-Байчи переименовали в Денисовку. 26 апреля 1954 года Крымская область была передана из состава РСФСР в состав УССР. С начала 1950-х годов, в ходе второй волны переселения (в свете постановления № ГОКО-6372с «О переселении колхозников в районы Крыма»), в Черноморский район приезжали переселенцы из различных областей Украины. Денисовка ликвидирована до 1960 года, поскольку в «Справочнике административно-территориального деления Крымской области на 15 июня 1960 года» селение уже не значилось (согласно справочнику «Крымская область. Административно-территориальное деление на 1 января 1968 года» — в период с 1954 по 1968 годы, как посёлок Новоивановского сельсовета).